# Echemus sibiricus
Echemus sibiricus är en spindelart som beskrevs av Yuri M. Marusik och Dmitri Viktorovich Logunov 1995. Echemus sibiricus ingår i släktet Echemus och familjen plattbuksspindlar. Inga underarter finns listade i Catalogue of Life.